# Nicolae Velo
Nicolae C. Velo (n. 1882, Muloviște, Imperiul Otoman – d. 1924) a fost un poet și diplomat aromân din România.

## Biografie
S-a născut în anul 1882 într-o familie aromână din satul Malovište (în aromână Mulovishti, în macedoneană Маловиште, transliterat: Maloviște), care făcea parte atunci din Imperiul Otoman, iar astăzi se află în Macedonia de Nord. După ce a învățat la școala din localitatea sa natală, Velo a intrat la Liceul Românesc din Bitola, tot din Imperiul Otoman, iar mai târziu Școala Superioară de Științe de Stat din București (România), acum desființată, care pregătea personal diplomatic.
După absolvirea studiilor, a intrat în corpul diplomatic român. A lucrat la Legația Română de la Sofia, iar ulterior a fost secretarul Consulatului Român de la Ruse. În perioada 1918–1919 a fost viceconsul la Odesa și Moscova, iar apoi s-a întors în postul de consul la Ruse. A murit în anul 1924.

## Activitatea publicistică
A început să publice proză și poezie în anul 1903. Cele mai importante lucrări ale sale sunt poemele epice Moscopolea („Moscopole”) și Șana și-arderea a Gramostil'ei („Șana și arderea Gramostei”), scrise într-un amestec al dialectelor gramostean, fărșărot și pindean ale limbii aromâne și cu influențe din partea poetului român George Coșbuc. În poemul Moscopolea, el se referă la fostul oraș Moscopole (aflat astăzi în Albania), care a fost locuit în mare parte de aromâni, drept „A treia Romă⁠(d)” și deplânge distrugerea acestuia. Velo a scris în publicația aromână Frățilia⁠(d) (1901–1903) și a fost, de asemenea, redactor la ziarul aromân Românul de la Pind (1903–1912).